# Hrihorij Dmitrenko
Hrihorij Mikolajevitj Dmitrenko (på Ukrainsk: Григорій Миколайович Дмитренко) (født 1. juli 1945 i Zjytomyr) er en ukrainsk tidligere roer.

## Rokarriere
Dmitrenko var styrmanden i den sovjetiske otter, der vandt bronze ved VM i 1979. Han var igen styrmand i den otter, der repræsenterede Sovjetunionen ved OL 1980 på hjemmebane i Moskva; her var roerne Viktor Kokosjin, Andrij Tisjtjenko, Oleksandr Tkatjenko, Jonas Narmontas, Andrej Luhin, Oleksandr Mantsevitj, Ihar Majstrenka og Jonas Pinskus. Den sovjetiske båd havde bedste tid i indledende runde, men i finalen var det de østtyske storfavoritter, der efter 1000 m lagde sig i spidsen og sikrede sig guld med et pænt forspring til briterne på andenpladsen, mens den sovjetiske båd fik bronze.
Dmitrenko var også med i otteren, der vandt VM-guld i 1985 og -sølv i 1986, og i 1987 var han med i fireren med styrmand, der vandt VM-sølv.
Efter opløsningen af Sovjetunionen stillede Dmitrenko op for Ukraine og var med til at blive delt (med USA) guldvinder ved VM i 1994 i otteren. Han deltog endvidere ved  OL 1996 i Atlanta, hvor han med den ukrainske otter blev nummer ti (fire i B-finalen).

## OL-medaljer
- 1980:  Bronze i otter